# Skovby Kirke (Skanderborg Kommune)
 For alternative betydninger, se Skovby Kirke. (Se også artikler, som begynder med Skovby Kirke)
Skovby kirke ligger i Skanderborg Kommune (før 2007 Galten Kommune); indtil Kommunalreformen i 1970 lå det i Framlev Herred (Århus Amt Østjylland).
Kor og skib er opført i romansk tid af granitkvadre over skråkantsokkel. Begge de retkantede døre er i behold, norddøren tilmuret, syddøren i brug. Mod nord ses tilmurede romanske vinduer. Korets romanske østvindue er i brug men udvidet i lysåbningen. Tårnet er opført i sengotisk tid, våbenhuset er fra 1887, da kirken gennemgik en større renovering.
Kor og skib har bjælkeloft, korbuen er pudset med begge kragbånd er bevarede. Tårnets underrum har otteribbet hvælv og står i forbindelse med skibet ved en spidsbue. Tårnrummets hvælv har ribbedekorationer og motivet med Pelikanen som hugger sig i brystet for at føde sine unger. Alterbordet dækkes af paneler fra 1500-tallet. Altertavlen er fra omkring 1600, maleriet er fra begyndelsen af 1800-tallet. Prædikestolen er fra 1601 og signeret Moten Sneker.
Den romanske granitfont har fire stående løvepar med fælles mandshoved, den firkantede fod har hjørnehoveder og løver i felterne (Mackeprang s.234). Fonten er registreret i Mackeprang – Nord og Sønderjylland – Østjyske løvefonte – Den klassiske type – Galtengruppen.
- Døbefonten
- Soklen på døbefonten